# 129743 Grimaldi
129743 Grimaldi este o planetă minoră (asteroid) din centura de asteroizi. A fost descoperită pe 15 februarie 1999 la osservatorio astronomico di Monte Agliale⁠(d) de Sauro Donati⁠(d) și a fost numită după Francesco Maria Grimaldi. 
Obiectul prezintă o orbită caracterizată de o semiaxă mare de 2,2178596411929 UAi, o excentricitate de 0,088441212863255, o înclinație de 2,6781784178449 ° în raport cu ecliptica.